# Uvaria stellata
Uvaria stellata är en kirimojaväxtart som beskrevs av Elmer Drew Merrill. Uvaria stellata ingår i släktet Uvaria och familjen kirimojaväxter. Inga underarter finns listade i Catalogue of Life.